# Cimon et Iphigénie
Cimon et Iphigénie est un tableau réalisé par le peintre britannique Frederic Leighton en 1884. De format horizontal, cette huile sur toile est une illustration du premier récit raconté le cinquième jour dans le Décaméron de Boccace. Elle représente Cimon regardant dans le soleil couchant Iphigénie endormie sous un arbre parmi les siens. Achetée en 1976, l'œuvre est conservée à la galerie d'art de Nouvelle-Galles du Sud, à Sydney, en Australie.